# 梅内特雷奥勒-苏瓦唐
梅内特雷奥勒-苏瓦唐（法語：Ménétréols-sous-Vatan，法語發音：[menetʁeɔl su vatɑ̃]，意为“瓦唐下方的梅内特雷奥勒”）是法国安德尔省的一个市镇，位于该省东北部，属于伊苏丹区。该市镇总面积27.83平方公里，2009年时的人口为121人。

## 人口
梅内特雷奥勒-苏瓦唐人口变化图示